# Karácsonyi István (szerzetes)
Karácsonyi István (Arad, 1908. július 10. – 1963. november 9.) minorita szerzetes, akit a Szoboszlay-perben 22 év kényszermunkára és vagyonelkobzásra ítéltek.

## Élete
Szülei István és Katalin kisiparosok voltak.
Rómában, Assisiben és Páduában végezte a tanulmányait. Hazatérte után Nagybányán volt teológiai tanár. A szerzetesrendek feloszlatása után (1948) az esztelneki kolostorba internálták. A visszaemlékezések kitűnő orgonistaként karnagyként említik. Anyanyelvi szinten beszélt olaszul, a raboknak gyakran énekelt Verdit.
1956 folyamán Ábrahám Árpád többször felkereste az esztelneki kolostorban, viszonzásul ő is meglátogatta paptársát a torjai plébánián. Egy ilyen látogatás során ismerkedett meg Szoboszlay Aladárral. A vádirat szerint Karácsonyi István is részt vett a konspiratív gyűléseken, a Keresztény Dolgozók Pártjának tagja lett, és egyetértett, hogy Romániában is a magyarországihoz hasonló fegyveres harcot kell kirobbantani.
A torjai plébánián Szoboszlay és a helybéliek a magyarországi forradalomról szóló rádió közvetítést hallgatták, de Karácsonyit ez nem érdekelte, ő a szomszéd szobába ment, és ott lepihent. A kihallgatások során Farkas Ilona, Ábrahám Árpád házvezetőnője azt vallotta: „Karácsonyi István amikor félrevonult a másik szobába, annyit mondott: Ezek az emberek nem jó járatban vannak”. A vádirat szerint Karácsonyi kijelentette: „a magyar forradalom győzni fog és Erdély újra Magyarországé lesz” – ezen állítólagos kijelentés alapján kapott 22 év kényszermunkát. Letartóztatásakor (1957. december 24.) esztelneki plébános volt.
Karácsonyi István Temesváron, Aradon, Galacon, Szamosújváron és Luciu-Giurgeni-ben raboskodott. A szamosújvári börtönben karácsonyra énekkart szervezett, börtönmisét komponált. A kottákat bevarrta a kabátjába.
1963. november 9-én mezőgazdasági munka közben összerogyott és meghalt – valószínűleg szívinfarktus végzett vele. Halála után Ferencz Béla Ervin ferences szerzetes – a rabtársa – hiába kereste kabátját, illetve a bevarrt kottákat, mert azt addig valaki ellopta.
Ferencz Béla Ervin 1966-ban miniszteri engedéllyel próbálta exhumáltatni rendtársát, de nem sikerült megtalálni Karácsonyi István maradványait.

## Jegyzet
1. ↑  https://www.magyarkurir.hu/hirek/karacsonyi-istvan-minoritara-emlekeztek-aradon
2. ↑  https://www.nyugatijelen.com/hitelet/emlektabla_karacsonyi_istvannak.php
3. ↑  http://epa.oszk.hu/01400/01440/00098/pdf/EPA01440_EOGYKE_2014_10_12-14.pdf

## Forrás
- Tófalvi Zoltán: 1956 erdélyi mártírjai. I. Mentor, Marosvásárhely, 2007.